# یولیا ریتسیکاوا
یولیا ریتسیکاوا (انگلیسی: Yuliya Rytsikava؛ زادهٔ ۸ سپتامبر ۱۹۸۶)  بازیکن بسکتبال اهل بلاروس است. وی در بازی‌های المپیک تابستانی ۲۰۱۶ شرکت کرده‌است.